# Parachrysocharis
Parachrysocharis är ett släkte av steklar. Parachrysocharis ingår i familjen finglanssteklar.
Kladogram enligt Catalogue of Life:
| Parachrysocharis | \| \| Parachrysocharis anomalococci \| \| \| \| \| \| Parachrysocharis javensis \| \| \| \| \| \| Parachrysocharis pantnagarensis \| \| \| \| |
|                  | \| \| Parachrysocharis anomalococci \| \| \| \| \| \| Parachrysocharis javensis \| \| \| \| \| \| Parachrysocharis pantnagarensis \| \| \| \| |
|                  | Parachrysocharis anomalococci |
|                  | |
|                  | Parachrysocharis javensis |
|                  | |
|                  | Parachrysocharis pantnagarensis |
|                  | |